# Rinencéfalo
En anatomía animal, el rinencéfalo es la parte del cerebro involucrada con el olfato.

## Componentes
El término rinencéfalo se ha usado para describir distintas estructuras en diferentes épocas.
Una de las definiciones incluye al bulbo olfatorio, el tracto olfatorio, el núcleo olfatorio anterior, la sustancia perforada anterior, la estría olfatoria media, la estría olfatoria lateral, partes de la amígdala y del área prepiriforme.
Algunas referencias clasifican otras zonas del cerebro relacionadas con la percepción del olor como parte del rinencéfalo, pero las zonas del cerebro humano que reciben fibras estrictamente del bulbo olfatorio son únicamente las de la paleocorteza o paleopalio. Como tal, el rinencéfalo incluye el bulbo olfatorio, el tracto olfatorio, el tubérculo olfatorio y las estrías, el núcleo olfatorio anterior y partes de la amígdala y de la corteza piriforme.